# Монеты Венгрии

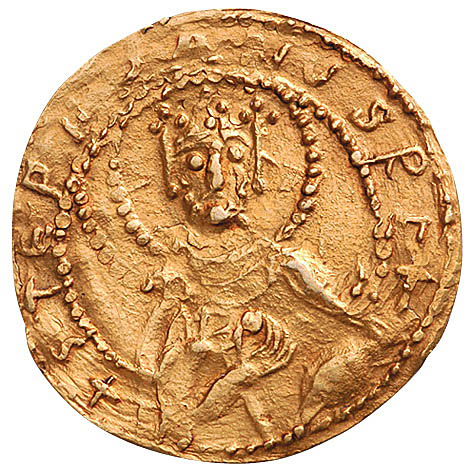
Золотая монета Иштвана I Святого

Чеканка и использование монет в Венгрии началось во время правления Иштвана I Святого, первого короля Венгерского королевства (с 1000/1001).

## История
Чеканка монет с самого начала была в Венгрии королевской прерогативой. Отчеканенные при Иштване I Святом первые венгерские монеты были изготовлены по баварским шаблонам. Первой венгерской монетой был денар.
В 1325 году Венгрия стала чеканить дукаты. Со времени правления Людовика I Великого (1342—1382) на монетах стали изображать святого Ласло на реверсе и государственный герб на аверсе. Впоследствии на некоторых монетных типах вместо причисленного к лику святых венгерского короля помещали мадонну с младенцем.
Под властью Габсбургов (1687—1918) чеканка венгерских монет продолжалась. Монеты чеканились на нескольких монетных дворах: Кёрмёцбанья (ныне — Кремница в Словакии), Надьбанья (ныне — Бая-Маре в Румынии), Смолнок (ныне — Смолник в Словакии), Карлсбург (ныне — Алба-Юлия в Румынии) и др. Монеты чеканились по нормам, соответствующим нормам австрийских монет, за исключением монет в полтурах — единицы, не выпускавшейся в других австрийских владениях. Венгерские монеты отличались от австрийских монет и монет других австрийских владений рядом деталей — легендой, гербом Венгрии, изображением мадонны с надписью «Patrona Hungariae» и др..
В период восстания Ракоци на нескольких монетных дворах, находившихся под контролем восставших, в 1703—1707 годах чеканились монеты повстанцев. Собственные монеты чеканились также в 1848—1849 годах во время Венгерской революции.
После заключения Австро-венгерского соглашения 1867 года и преобразования Австро-Венгрии в дуалистическую монархию произошло очередное изменение типов монет. Характеристики венгерских монет полностью совпадали с характеристиками австрийских монет, однако имели заметные отличия в оформлении — герб Венгрии, надписи на венгерском языке. Название денежной единицы, которое на австрийских монетах указывалось как «флорин», на венгерских было указано — форинт. Из меди чеканились монеты в 5⁄10, 1 и 4 крейцера; из серебра — в 10, 20 крейцеров, 1 форинт; из золота — в 4 и 8 форинтов, 1 дукат.
С 1892 года вместо форинта и крейцера стали чеканиться крона (½ форинта) и филлер. Из меди чеканились монеты в 1 и 2 филлера; из никеля — 10 и 20 филлеров; из серебра — 1, 2, 5 крон; из золота 10, 20 и 100 крон. На этих монетах изображалась корона святого Иштвана. На серебряных и золотых — портрет императора Франца-Иосифа. Монетный двор в Кёрмёцбанья к этому времени стал единственным монетным двором Венгрии.
После завершения Первой мировой войны и распада Австро-Венгрии золотые монеты в Венгрии до 1961 года не выпускались. Оборудование монетного двора было вывезено из Кремницы в Будапешт, где был открыт ныне действующий Венгерский монетный двор, чеканивший в 1920—1922 годах монеты в 10 и 20 филлеров по типу австро-венгерских монет образца 1914 года. Внешний вид и характеристики монет не изменялись, в том числе и обозначение монетного двора в Кремнице — KB.
В 1926—1945 годах чеканились монеты в пенгё, а после окончания Второй мировой войны и образования республики стали выпускаться монеты венгерского форинта.